# 근음

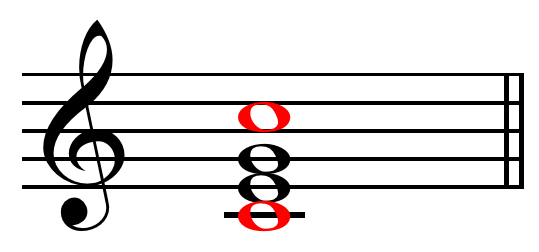
C장조 화음의 근음..근음은 옥타브에서 2배가 된다.

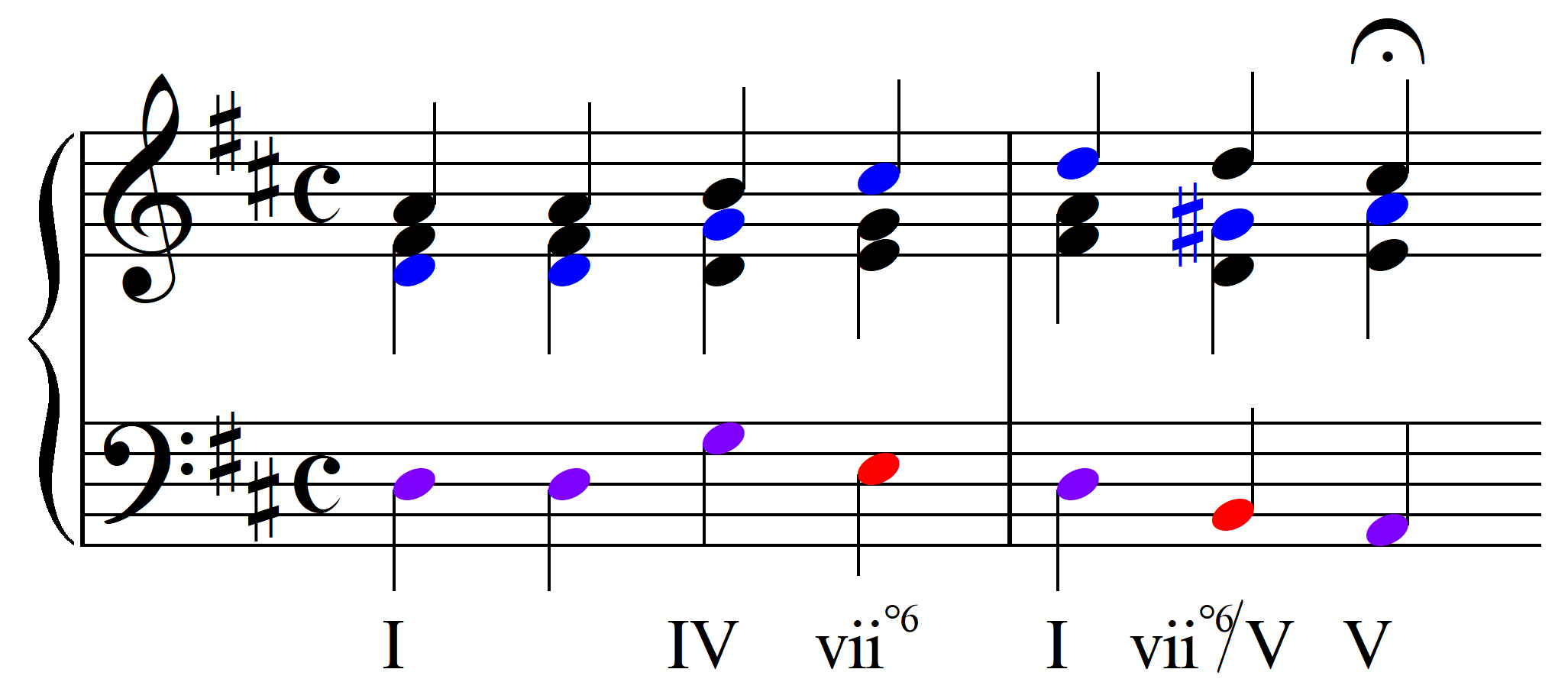

음악 이론에서 근음의 개념은 화음을 음표로 표현하고 이름을 지정할 수 있다는 의미이다. 그것은 음의 수직적 집합이 하나의 단위인 화음을 형성할 수 있다는 의미인 조화적 사고와 연결되어 있다. 이러한 의미에서 "C코드" 또는 "C코드 위의 코드"에 대해 말한다. C에서 만들어지고 C음이 근음인 화음이다. 

## 같이 보기
- 통주저음